# 衛星映画劇場
『衛星映画劇場』（えいせいえいがげきじょう）は、衛星放送のNHK衛星第2テレビジョンで不定期に放送されていた映画番組である。2011年4月にBS放送のチャンネル再編でBS2が閉局し、新たに開局したBSプレミアムで同年4月4日に『BSシネマ』に改題、その後2012年4月2日に『プレミアムシネマ』に再改題して放送されている。

## 概要
放送開始は1989年10月1日。放送される映像比率はデジタル放送では16:9のサイズでアナログ放送では16:9のサイズの場合は16:9レターボックス、4:3の作品の場合は4:3で放送。
デジタル放送では、EPGの番組名の後ろに放送される映画映像の画面アスペクト比が記されている。スタンダードサイズの場合は「＜スタンダードサイズ＞」と記されてデジタル放送・アナログ放送ともに画面サイズ4:3で放送、ビスタサイズやスコープサイズの場合は「＜レターボックスサイズ＞」と記されてデジタル放送では画面サイズ16:9（映像ソースの関係で額縁放送となる場合もある）、アナログ放送では16:9レターボックスで放送されていた。なお、この表示方法は後継番組の『プレミアムシネマ』でも継承されている。

## 番組の扱い
2006年3月までは一日3回ある放送のうち、
- 昼（午後） 「懐かし映画劇場」（主に白黒時代やトーキー時代のクラシック映画を放送。2000年に放送開始）
- 夜 「衛星映画劇場」（主に過去の名作や最近のヒット作を放送）
- 深夜 「ミッドナイト映画劇場」（主に単館上映系の作品や映画ファン向けの地味な作品を放送）

と時間帯によって番組名が変わっていたが、後にすべての番組名が「衛星映画劇場」に統一された。放送する映画の種類は昼（午後）・夜・深夜と別々の趣向であった。なお、NHK衛星第2放送での映画放送枠はすべてが「衛星映画劇場」に統一される以前は、過去「土曜映画劇場」「夜更かしシネマ缶」などの名称でも放送枠があった。
2006年末まで昼の枠は邦画（13:00〜）と洋画（15:00〜）の2つの枠が設けられていた。しかし、2007年1月のBS3波改編に伴い、15時からの枠はなくなった。最終的には13時からの枠で、邦画と洋画を週替わりで放送していた。

## 番組の構成
オープニング→映画名と製作年・製作国の表示（バックの画像は映画の本編の1シーンの画像）→本編→映画の主なキャスト紹介（バックの画像は映画の本編の1シーンの画像）→エンディング（映画名を表示・バックの画像は映画の本編の1シーンの画像）

### オープニング
デジタル放送開始以前は初期はオリジナルのテーマ曲、のちにクラシック曲「レロ」、「ばらの騎士」（R.シュトラウス）のワルツ、「弦楽器と打楽器とチェレスタのための音楽」（バルトーク・ベーラ）、映画『ブリキの太鼓』のタイトル曲（モーリス・ジャール）などをBGMに用い、映画用カメラを図案化したキャラクターを起用し、デジタル／アナログのサイマル放送に移行してからも土／日曜と平日で異なるタイトルが使い分けられる事はあったが、デヴィッド・ボウイの「スピード・オブ・ライフ」をBGMに使用し、赤いソファーが回転するCG映像に「衛星映画劇場」の文字と言うシンプルな構成にほぼ統一。2006年4月の上記の改変によってマイナーチェンジされた。映像サイズは16:9。

## 民放の映画番組との相違点
放送する映画のラインナップの違い
- 白黒の旧作映画や一部のコアな映画ファンが好むようなカルト映画も良く放送される。旧ソビエト連邦や中華人民共和国、中南米、東南アジア、西アジアのような地域で製作された映画も放送される。
- NHKはサンダンス・NHK国際映像作家賞の主催者のため、その賞の受賞作品が放送されることがある。
- 毎年3月が近くなると、「アカデミー賞受賞作品特集」と言うサブタイトルで過去にアカデミー賞を受賞した作品中心のラインナップになる。

放送する方法の違い
- NHKは公共放送なので、無論民放の映画番組のように本編中コマーシャルが入ることは無い。その特徴を生かして、放送される映画はほぼすべての映画がノーカットで放送される[注 3]。
- 一方邦画の放送にあたっては、作品に放送上不適切とされる差別用語等があれば音声処理（無音化）する。
  - ただ作品によっては、オリジナリティーを尊重して音声処理を最小限にとどめるか、全く加工を行なわない場合がある。例えば2007年放送の『獄門島』はそのまま放映されたほか、2008年の「没後10年・黒澤明特集」でも同様の方針で放映されている。そうした際には本編開始前に「この映画は配慮すべき表現・用語が含まれていますが、作品のオリジナリティを尊重し、そのままで放送します」という表示がされ、また、本編終了後にも「この映画は配慮すべき表現・用語が含まれていますが、作品のオリジナリティを尊重し、そのままで放送しました」という表示が行われる。
  - また公共放送としての性格上、実在の商品名・企業名などを音声（映像）加工処理することもあるが、作品のオリジナリティーを尊重して処理しない場合もあり、そうした際には本編終了後に「なお内容はすべてフィクションであり、登場する人物・団体は実在のものとは一切関係ありません」という表示が行われる。
- 性描写のある映画については、本編放映前に断りが表示される。
- 最近の映画で5.1サラウンド音声によって製作された映画を放送する場合、BSデジタル放送の102チャンネルで同時放送されているNHKデジタル衛星第2において5.1チャンネル放送を実施する場合がある（BSアナログ放送は放送規格の制限上従来どおりステレオ）。
- 民放と違ってコマーシャルが放送されないため、3時間を超える大作映画を放送する際は本編の途中で休憩（インターミッション）が入る。インターミッションの時に流れる映像は、大抵NHKが本編の画像を使用して製作された映像である。
- 最近ではコンテンツの多くは、製作／配給会社から貸与されたマスターテープに拠っているようで、ビデオ/DVD版と同じ翻訳家による日本語字幕が使われる事もある。その一方で、『ゴッドファーザー』など10年も経たない間にビデオ版とも異なる3種類の字幕翻訳が行なわれた例もある。
- 画質の点で衛星放送のメリットは極めて大きい。作品によっては日本国内でDVD発売がされていないマスターテープが放送に使われる事もある。レーザーディスク時代すでに『シェルタリング・スカイ』など「国内盤より輸入盤の方が高画質」と言われていた作品を輸入盤に相当する高画質で放映しアメリカでもDVDの発売されていない『トワイライトゾーン/超次元の体験』は、高画質ワイドスクリーンで2度も放映され『雨に唄えば』や『カサブランカ』『ドクトル・ジバゴ』『第三の男』なども、デジタルリマスター版で日本版DVDを凌ぐ高画質となった。
- また番組制作がハイビジョンで行なわれるようになるかなり前から、ハイビジョンマスターテープが放送に用いられた作品もあった。
- しかし音声はリミッター処理でダイナミックレンジが制限されている。衛星放送のAモード音声では再生可能な周波数域とダイナミックレンジが狭められるためである。『スター・ウォーズ』旧三部作や『タイタニック』など高音質で知られる作品も同様であった。2007年9月17日放送の映画『グラディエーター』以後「5.1chサラウンド」と告知された作品に限りBモードステレオ放送（DVDのリニアPCM音声に相当する）で放送される事になった。

作品解説
- 民放の番組では映画本編の前にその内容を若干解説するのが普通だが、『衛星映画劇場』では長い間にわたり通常は解説が無かった。しかし2007年2月から随時、本編終了後「シネマ・レビュー」が設けられるようになった（出演は山本晋也と渡辺俊雄（衛星映画劇場支配人））。また番組冒頭に放送映画の見どころを30秒程度で語る「シネマ・プレビュー」ものちに設けられた。ただ、「シネマ・レビュー」についてはあくまで電子番組ガイドなどでは本編の『衛星映画劇場』とは別の番組として構成されていた。2009年4月からは番組冒頭の「シネマ・プレビュー」がレギュラー化され、萩尾みどり・三田村邦彦・辺見えみりが月替わりで案内役を務める（『衛星映画劇場』の放送枠のうち21:00からの放送枠のみ）。
- ある映画監督の作品を長期に特集放送する際、番組前に3分程度のミニ番組を設け、監督の人となりも含め映画を解説をすることがある（例「黒澤明入門」「溝口健二辞典」）。またある監督や俳優の追悼企画として映画を放送する場合も同様である。
- 一週間特定のテーマを採り上げる際、例えば『ピンク・パンサー』シリーズなどでは映画評論家の渡辺祥子と渡辺俊雄が、エルビス・プレスリー特集では湯川れい子が、放送前に3分程度の解説を行うことがあった。
- 1000回記念の放送
  - 1992年6月27日と28日に「衛星映画劇場1000回記念 われこそ映画通日本一」というクイズ大会が開催・生放送された。関東・関西・北海道の大学映画研究会から代表5名1組で、各地区6つの大学（計18大学）が参加。司会は5代目三遊亭圓楽、ルビー・モレノ、峰竜太等々。
    - 27日　東京・小樽・京都を3元生中継し戦い上位6大学が2日目、渋谷のNHKスタジオに行き決勝戦となった。
    - 28日　早稲田大学、立教大学、大阪市立大学、大阪芸術大学、北海道大学、札幌学院大学の上位6大学が決勝大会に勝ち進んだ。結果は関東代表の立教大映研が優勝、準優勝は北海道代表の札幌学院大映研、3位も北海道の北大映研となった。

## 放映作品紹介番組
- 民放の番組コマーシャルに相当するものとして、放送作品を予告・紹介する専門の番組が設けられていた。
  - 『シネマの窓』（BS2、月曜日〜金曜日 6:57〜7:00（『NHKニュースおはよう日本』に内包。祝日は6:56〜6:59）、11:57〜12:00）
  - 『シネマ堂本舗』（BS2、日曜日 22:45〜22:55、月曜日 23:50〜0:00、土曜日 19:45〜19:55、ほか随時。出演は山本晋也と関根麻里）
- かつては週1回45分の紹介番組『シネマの扉』や一つの映画や監督・俳優を特集するミニ番組『BSシネマの贈りもの』があったが、いずれも2006年末をもって終了した。翌年1月から両方の要素を併せ持ったミニ番組『シネマ堂本舗』が設けられた。また不定期に『シネマ堂本舗スペシャル』と題して、1時間から1時間半程度の特集番組を放送することがあった。

## その他NHKが放送していた映画番組
- アニメ映画劇場（BShi （原則）月1回日曜 21:00〜 2004年4月16日〜）
- ハイビジョン金曜シネマ（BShi 毎週金曜 23:00〜 2005年4月1日〜）
- ハイビジョン日曜シネマ（BShi 毎週日曜 20:00〜 2005年4月3日〜）
- 男はつらいよ・全48作一挙放送（BS2 毎週土曜 21:03〜 2005年8月6日〜2006年1月27日）

稀に『タイタニック』などの大ヒット作・超大作などを放送する際、BShiでも『衛星映画劇場』を同時放送する場合がある。この場合は『衛星映画劇場』のオープニングがBShiでも放送される。
ちなみにNHKは以前は地上波でも映画を放送していたが（1977年1月から2003年3月までNHK教育で放送された『世界名画劇場』や1988年10月22日から放送されていた『アジア映画劇場』等。また、NHK総合でも不定期に放送していた）、チャンネル数の増加により現在映画番組が放送されているのはNHKの衛星放送のみである。